# 小林俊彦 (競馬)
小林 俊彦（こばやし としひこ、1965年3月26日 - ）は、岩手県水沢市（現奥州市）出身の現調教師、元騎手（地方・岩手所属）。
岩手の元調教師・小林長治は実父。

## 来歴・人物
地方競馬教養センター時代はよく怒鳴られていたが、菅原勲が1つ上の先輩で、色々と面倒を見てもらっていた。
父の厩舎から1982年10月16日にデビューし、盛岡第2競走・ホクトカザン（8頭中6着）で初騎乗を果たす。1年目こそ未勝利に終わるが、2年目の1983年4月9日の水沢第3競走・ハーバーパルクで初勝利を挙げ、新人騎手表彰を受賞。シーズン終了までに勝てずにひと冬を越した時は焦り、調教から率先して手伝うようにしたため、10代ながら遊びに行く元気さえ残らなかった。その努力の甲斐あって、当時の1日の騎乗数上限（6鞍）の依頼が集まるまでには5年ほどで到達。20〜30勝程度の地味な成績であったが、1989年に53勝を挙げると、1990年にはミタケエルセンで東北優駿を制し重賞初制覇するなど79勝をマーク。1991年からは毎年100勝台に乗せ、アラブの強豪馬やモリユウプリンスの主戦騎手として重賞を勝ちまくり、岩手競馬の顔と言える存在になったが、騎手リーディングは菅原の厚い壁に阻まれて2・3位に甘んじていた。
1995年10月28日の盛岡第3競走サラ系一般5・アルファファルコンで地方通算1000勝を挙げ、1997年には父・長治の死去に伴い、小林義明厩舎へ所属を変更。1997年は東京盃で11番人気のサカモトデュラブに騎乗して2着に入ると、1998年9月12日には札幌第6競走3歳500万下にてアプローズラインで中央初勝利を挙げる。1998年はクラスターカップをユーコーマイケルでハナ差2着し、同馬では第1回さくらんぼ記念でもブライアンズロマン（宇都宮）に3馬身差2着で地方馬ワンツーを演出。186勝を挙げて念願のリーディングジョッキーの座にも輝き、そこからは菅原と毎年、リーディングジョッキーの座の激しい奪い合いを続ける。
1999年にはスタートで馬が転んで落馬し、その後に馬の体が覆い被さって仙骨を骨折。3週間も寝たきりの状態となり、結局1ヶ月間入院して、1ヶ月半をリハビリに費やした。
2001年と2002年には2年連続でNARグランプリベストフェアプレイ賞を受賞し、2002年には6月29日の水沢第11競走サラ系3歳B1・スズランロードで地方通算2000勝を達成。8月10日の新潟第10競走瓢湖特別・リキボクサーで中央の特別戦初勝利を挙げると、続く同24日の新潟では特別1勝を含む3勝の好成績を挙げ、4年ぶりのリーディングジョッキーとなる。
2005年からはダートグレード競走でも存在感を示し、川崎記念では6番人気のウツミジョーダンを3着に押し込んでみせた。タイムパラドックス・シーキングザダイヤに次ぐ地方勢最先着で、岩手所属馬にとっても久しぶりのGI上位入線を記録。同年の全日本2歳優駿ではグレイスティアラとモエレソーブラッズ（北海道）が互いを意識した戦いを繰り広げる中、アテストを淡々と自身の競馬を貫いた騎乗ぶりで3/4馬身差2着に持ってきた。2006年にはオウシュウクラウンがジャパンダートダービーで3着に入り、エーデルワイス賞をパラダイスフラワーで制して櫻田浩三調教師と共に念願のダートグレード競走初勝利を記録。2007年にはテンショウボスでクラスターカップ3着、マーキュリーカップ4着、オッズパークグランプリではミツアキタービン相手にレコード勝ちするなど活躍。
2006年の年度末にリーディング1位の菅原が欠場、その間に逆転し、2004年から2006年にかけて3年連続リーディングジョッキーの座に輝いた。
2007年12月1日には水沢第8競走B1二組をラビットジーズニで逃げ切って地方通算3000勝を達成し、同年度のNARグランプリ特別賞を受賞。石崎隆之、的場文男、桑島孝春、有馬澄男、鮫島克也、菅原、内田利雄、川原正一、内田博幸に続く当時の現役10人目、歴代では17人目の記録となった。2009年12月には日本プロスポーツ大賞功労賞を受賞し、2011年5月16日の盛岡第2競走がんばろう七ヶ浜・ゲンパチドリームで地方通算3500勝を達成 。
2014年5月24日の盛岡第7競走3歳C1二組・クインズトロブラボで最後の勝利を挙げ、翌25日の第7競走一般戦C2二組・タイセイスカイ（中止）が最後の騎乗となり、2015年には平成26年度第4回調教師免許試験に合格。3月31日付けで調教師に転身するため、同年限りで現役を引退。
2015年3月29日には水沢で引退セレモニーを行われ、お別れ騎乗ではトキオパーフェクトに久しぶりに騎乗し、大勢のファンの温かい声援を浴びながらメインスタンド前を颯爽と駆け抜け、現役最後の騎乗を披露。セレモニーでは、小林騎手の永年の功績を讃えて組合から感謝状が贈呈されたほか、後輩で岩手県調騎会騎手部会会長の村上忍などから花束が贈呈された。

## 主な主戦馬（サラブレッド）
モリユウプリンス
東北優駿、不来方賞、シアンモア記念、青藍賞、みちのく大賞典（2回）、北上川大賞典（2回）
パラダイスフラワー
エーデルワイス賞（旭川）、南部駒賞
オウシュウクラウン
不来方賞、阿久利黒賞、ダイヤモンドカップ、南部駒賞
ウツミジョーダン
北上川大賞典、報知オールスターカップ（川崎）、トパーズカップ、ウインターカップ、金杯（水沢）、青藍賞、不来方賞
アテスト
若駒賞、全日本2歳優駿（2着）

## 主な管理馬
- シーサンプーター（2019年若鮎賞）
- ヤマショウブラック（2019年不来方賞、イーハトーブマイル、桐花賞）
- ステイオンザトップ（2022年みちのく大賞典）